# Анна Чешская
Анна Чешская (чеш. Anna Lucemburská, англ. Anne of Bohemia; 11 мая 1366, Прага — до 3 июня 1394, Шин (ныне часть Лондона)) — первая супруга короля Ричарда II Плантагенета.

## Биография
Анна Чешская была дочерью императора Священной Римской империи Карла IV (из династии Люксембургов) и Елизаветы Померанской. Приходилась сестрой Вацлаву IV, королю Чехии и Германии.
20 января 1382 года она стала женой 15-летнего короля Англии Ричарда II в Вестминстерском аббатстве. Хотя королевская пара и не имела детей, брак Анны с королём Ричардом рассматривался современниками как удачный, биографы указывают на очень тёплые отношения между супругами. Анна сумела завоевать любовь простых англичан. Когда Анна скончалась в 1394 году во время эпидемии чумы, король Ричард, по сообщению хронистов, «стал диким от горя» и приказал снести дворец в Шине, где умерла королева, а также окружающие его здания.
Так как вместе с королевой Анной в Англию приехали и большое число чешских дворян свиты, а также в годы её жизни значительно увеличился приток чешских студентов в университеты Англии, следует указать на привнесение ими в Чехию учения философа-реформатора Джона Уиклифа, оказавшего несомненное воздействие на развитие гуситского движения.